# Skřipov
Skřipov är en ort i Tjeckien.   Den ligger i distriktet Opava och regionen Mähren-Schlesien, i den östra delen av landet, 250 km öster om huvudstaden Prag. Skřipov ligger 487 meter över havet och antalet invånare är 999.
Terrängen runt Skřipov är platt åt sydost, men åt nordväst är den kuperad. Skřipov ligger uppe på en höjd. Runt Skřipov är det ganska tätbefolkat, med 86 invånare per kvadratkilometer. Närmaste större samhälle är Opava, 13,3 km norr om Skřipov. Omgivningarna runt Skřipov är en mosaik av jordbruksmark och naturlig växtlighet.